# Емське
Емське (рос. Емское) — присілок у Волховському районі Ленінградської області Російської Федерації.
Населення становить 13 осіб. Належить до муніципального утворення Паське сільське поселення.

## Історія
Згідно із законом № 56-оз від 6 вересня 2004 року належить до муніципального утворення Паське сільське поселення.

## Населення
| 1838 | 1862 | 1885 | 1997 | 2007 | 2010 | 2012 |
| ---- | ---- | ---- | ---- | ---- | ---- | ---- |
| 71   | ↗176 | →176 | ↘18  | ↘11  | ↗16  | ↘8   |
| 2017 |      |      |      |      |      |      |
| ↗13  |      |      |      |      |      |      |